# Грицина Богдан Зіновійович
Богда́н Зіно́війович Грици́на (25.03.1998 — 23.03.2022) — гранатометник 24-ї ОМБр імені Князя Данила Сухопутних військ Збройних сил України. Учасник російсько — української війни.

## Життєпис
Народився 25 березня 1998 року в селі Руда-Сілецька Кам'янка-Бузького району (тепер Львівський район, Кам'янка-Бузька територіальна громада) Львівської області.
У 2013 році закінчив загальноосвітню школу І-ІІІ ст. № 1 ім. Івана Франка в місті Кам'янка-Бузька.
2016 року здобув професію електрозварювальника та газорізальника в Добротвірському професійному ліцеї.
Проходив строкову військову службу у лавах Збройних сил України в місті Харків 2018 року.
Служив у 24-й окремій механізованій бригаді імені Князя Данила (в/ч А0998).
Загинув 23 березня 2022 року внаслідок бойового зіткнення та масованого артилерійського обстрілу поблизу населеного пункту Новозванівка на Луганщині.
28 березня 2022 року похований на кладовищі в рідному селі Руда-Сілецька.
Залишились батьки, сестра та брат.

## Нагороди
- 10 квітня 2023 року нагороджений орденом «Хрест Героя» (посмертно)
- 11 вересня 2023 року, наказом Головнокомандувача ЗСУ відзначений почесним нагрудним знаком Головнокомандувача ЗСУ «Хрест Хоробрих» (посмертно).
- Орден «За мужність» III ступеня (посмертно)[2]